# Spoorlijn Romont - Bulle
De spoorlijn Romont - Bulle is een Zwitserse spoorlijn van de voormalige onderneming Chemin de fer Bulle–Romont (afgekort: BR) gelegen in het kanton Fribourg.

## Geschiedenis
Het normaal spoorige traject van de Chemin de fer Bulle–Romont (BR) werd in 1902 geopend.
In Bulle bevindt zich een installatie om goederen wagens op rolbokken te plaatsen voor het goederenvervoer van met als belangrijkste klant de melkfabriek/Chocolade fabriek Cailler (tegenwoordig bekend als Nestlé) te Broc-Fabrique.
De snelbus tussen Fribourg en Bulle over de autosnelweg werd op 9 december 2011 vervangen door een treindienst tussen Bern en Bulle.

## Fusie
De Chemin de fer Fribourg–Morat–Anet (FMA) fuseerde op 1 januari 1942 met de Chemin de fer Bulle–Romont (BR) en de Chemins de fer électriques de la Gruyère (CEG) en gingen verder onder de naam Chemins de fer Gruyère–Fribourg–Morat (GFM).
De GFM had geen invloed op de bedrijfsvoering van de voormalige FMA.
Op 1 januari 2000 fuseerden Compagnie des Chemins de fer fribourgeois (Gruyère–Fribourg–Morat / GFM) en de Transport en commun de Fribourg (TF) en gingen verder onder de naam Transports publics Fribourgeois (TPF)

## Elektrische tractie
Het traject werd geëlektrificeerd met een spanning van 15.000 volt 16 2/3 Hz wisselstroom.